# José Francés Agramunt
José Francés Agramunt (Valencia, 11 de diciembre de 1868-Madrid, 22 de enero de 1951) fue un pintor costumbrista, restaurador y acuarelista español, discípulo de Plácido Francés y de José Capuz.
Entre 1904 y 1912, concurrió con sus obras a varias exposiciones nacionales. Pintó retratos, paisajes rurales castellanos, bodegones de caza, y algunos temas marineros de influencia luminista. Queda noticia su participación en exposiciones en Bilbao y Vigo, y en el año 1945 en el Círculo de Bellas Artes de Madrid, ciudad en la que falleció a los 82 años de edad, cuando estaba preparando una nueva exposición, muestra póstuma que se expuso en dicho círculo de Bellas Artes en 1952.